# Drake & Josh: Talent Showdown
Drake & Josh: Talent Showdown is het tweede videospel voor de Nintendo DS, gebaseerd op de sitcom Drake & Josh van Nickelodeon.

## Plot
Drake & Josh winnen een talentenshow, "Teen American Talent," door het ontwijken van sabotages van de andere talenten. In het spel kun je spelen met de bekende tv-personages, waaronder Drake (Drake Bell), Josh (Josh Peck) en Megan (Miranda Cosgrove).